# 八溝山
八溝山（やみぞさん）は、茨城県と福島県の県境にある標高1,021.8mの山。茨城県最高峰の山である。茨城県側は奥久慈県立自然公園（八溝地区）に位置する。

## 概要
山頂は福島県東白川郡棚倉町と茨城県久慈郡大子町との境にあり、栃木県との境界から東へ1km未満の距離にある。八溝山地の主峰で北麓には久慈川の源流がある。八合目の南麓には久慈川支流の八溝川の源流である八溝川湧水群があり、水戸光圀が命名したと伝えられる八溝五水（金性水、鉄水、龍毛水、白毛水、銀性水）が名水百選に選ばれている。樹木はブナ、ダケカンバ、カエデ、ミズナラ、スギなどが自生していて、保護林の八溝山天然林がある（八溝山天然林保存会）。
山頂には日本の城を模した展望台（2012年11月現在無料）があり、展望台からは阿武隈高地をはじめとして磐梯山、奥日光、那須連山などの山々を望むことができる。気象条件に恵まれれば筑波山や富士山が見えることもある。東京スカイツリーは肉眼では見えないものの、撮影に成功した例がある 。

## 歴史
古来よりの信仰の山でもあり、山頂に豊作祈願の神である八溝嶺神社（やみぞみねじんじゃ）が、八合目に坂東三十三箇所の二十一番札所である日輪寺（にちりんじ）がある。八溝山の名は八つの谷に分かれた山容から空海（弘法大師）が命名したと伝えられているが、日輪寺の名もまた空海がこの地で邪鬼を退散させた伝説に由来するといわれる。
元治元年9月の天狗党の乱では、水戸天狗党の別働隊の田中源蔵ほか300余名が追討軍に追い詰められ、山頂の八溝嶺神社に立て篭もった。しかし、食料不足、情勢から神社前で隊を解散した。田中、隊員たちは下山後、捕縛されほとんどが処刑された。

## 交通
山頂まで登山道があり、公共交通機関で行く場合は、JR水郡線常陸大子駅から茨城交通バスで蛇穴（じゃけち）まで約45分、蛇穴から山頂まで徒歩で約3時間かかる。
また、山頂まで舗装された林道（八溝林道、および八溝山線林道）と茨城県道248号八溝山公園線が通じており、自動車で山頂付近まで上がることもできる。県道248号は2014年3月に開通した。林道は細く急なカーブの連続、きつい勾配もある。八溝林道と茨城県道248号は奥久慈里山ヒルクライムルートの一部（約16kmの周回コース）になっており上級者コースになっている。
八溝山線林道途中の八合目にある旧参道入口、および山頂に程近い八溝林道と八溝山線林道の交点には駐車場とトイレがある。

## 放送送信設備
当山の栃木県側にあたる大田原市南方に難視聴対策を目的にデジタル新局（那須高原中継局）として置局されている。
| リモコンキーID | 放送局名        | 局名           | 物理チャンネル | 空中線電力 | ERP  | 放送対象地域 | 放送区域内世帯数            |
| -------------- | --------------- | -------------- | -------------- | ---------- | ---- | ------------ | --------------------------- |
| 1              | NHK宇都宮総合   | 那須高原中継局 | 44             | 10W        | 140W | 栃木県       | 66006世帯 受信可能エリアMAP |
| 2              | NHK東京教育     | 那須高原中継局 | 38             | 10W        | 140W | 全国         | 66006世帯 受信可能エリアMAP |
| 3              | GYTとちぎテレビ | 那須高原中継局 | 41             | 10W        | 140W | 栃木県       | 66006世帯 受信可能エリアMAP |
| 4              | NTV日本テレビ   | 那須高原中継局 | 48             | 10W        | 140W | 関東広域圏   | 66006世帯 受信可能エリアMAP |
| 5              | EXテレビ朝日    | 那須高原中継局 | 51             | 10W        | 140W | 関東広域圏   | 66006世帯 受信可能エリアMAP |
| 6              | TBSテレビ       | 那須高原中継局 | 49             | 10W        | 140W | 関東広域圏   | 66006世帯 受信可能エリアMAP |
| 7              | TXテレビ東京    | 那須高原中継局 | 52             | 10W        | 140W | 関東広域圏   | 66006世帯 受信可能エリアMAP |
| 8              | CXフジテレビ    | 那須高原中継局 | 50             | 10W        | 140W | 関東広域圏   | 66006世帯 受信可能エリアMAP |

- 所在地： 栃木県大田原市南方
- 放送区域： 栃木県大田原市、那須塩原市、那須町の各一部
- 2013年3月27日開局

## 周辺
- 福島県道377号八溝山線
- 茨城県道248号八溝山公園線
- 茨城県道・栃木県道28号大子那須線
- 袋田の滝（日本三名瀑のひとつ）
- 周辺ではワサビ、お茶、鮎などの特産品がある。また、800年頃には金の産出があったという。

## 八溝山の画像
- 八溝山地空撮。中央のピークが八溝山頂。2008年6月14日撮影
- 八溝山山頂の展望台（2012年11月現在無料）。城を模したデザインになっている。
- 八溝山展望台から見た高原山・大佐飛山地・那須連峰
- 八溝山頂（標高1022 m）2024年7月撮影